# Mistrovství světa v rallye 2020
Mistrovství světa v rallye 2020 je 48. ročník série závodů mistrovství světa v rallye. Soutěž má celkem 7 podniků, které se konají v Evropě a v Severní Americe. Titul obhajují Estonec Ott Tänak mezi piloty, Martin Järveoja mezi navigátory a Hyundai Motorsport mezi týmy. Rally Chile byla zrušena kvůli protestům, několik dalších soutěží bylo zrušeno kvůli pandemii covidu-19.
Z původního torza kalendáře zbylo pouze 7 soutěží, které byly již dříve uvedeny jako minimální počet, který je nutný odjet pro udělování mistrovských titulů.
Z důvodu pandemie covidu-19 byla na poslední chvíli zrušena Rally Ypres Belgium, která měla být předposlední soutěží šampionátu.

## Týmy a jezdci
| Tým                     | Vůz                   | No. | Jezdec              | Navigátor         | Podniky |
| ----------------------- | --------------------- | --- | ------------------- | ----------------- | ------- |
| Hyundai Shell Mobis WRT | Hyundai i20 Coupe WRC | 6   | Dani Sordo          | Carlos del Barrio | 3, 6-7  |
| Hyundai Shell Mobis WRT | Hyundai i20 Coupe WRC | 8   | Ott Tänak           | Martin Järveoja   | Vše     |
| Hyundai Shell Mobis WRT | Hyundai i20 Coupe WRC | 9   | Sébastien Loeb      | Daniel Elena      | 1, 5    |
| Hyundai Shell Mobis WRT | Hyundai i20 Coupe WRC | 11  | Thierry Neuville    | Nicolas Gilsoul   | Vše     |
| Hyundai Shell Mobis WRT | Hyundai i20 Coupe WRC | 16  | Craig Breen         | Paul Nagle        | 2, 4    |
| Hyundai 2C Competition  | Hyundai i20 Coupe WRC | 7   | Pierre-Louis Loubet | Vincent Landais   | 4-6     |
| Hyundai 2C Competition  | Hyundai i20 Coupe WRC | 96  | Ole Christian Veiby | Jonas Andersson   | 7       |
| M-Sport Ford WRT        | Ford Fiesta WRC       | 3   | Teemu Suninen       | Jarmo Lehtinen    | Vše     |
| M-Sport Ford WRT        | Ford Fiesta WRC       | 4   | Esapekka Lappi      | Janne Ferm        | Vše     |
| M-Sport Ford WRT        | Ford Fiesta WRC       | 44  | Gus Greensmith      | Elliott Edmondson | 1, 3-7  |
| Toyota Gazoo Racing WRT | Toyota Yaris WRC      | 17  | Sébastien Ogier     | Julien Ingrassia  | Vše     |
| Toyota Gazoo Racing WRT | Toyota Yaris WRC      | 33  | Elfyn Evans         | Scott Martin      | Vše     |
| Toyota Gazoo Racing WRT | Toyota Yaris WRC      | 69  | Kalle Rovanperä     | Jonne Halttunen   | Vše     |
| Sources:                |                       |     |                     |                   |         |

| Tým                     | Vůz              | No. | Jezdec             | Navigátor       | Podniky |
| ----------------------- | ---------------- | --- | ------------------ | --------------- | ------- |
| Latvala Motorsport      | Toyota Yaris WRC | 10  | Jari-Matti Latvala | Juho Hänninen   | 2       |
| Toyota Gazoo Racing WRT | Toyota Yaris WRC | 18  | Takamoto Katsuta   | Daniel Barritt  | 1–2, 4  |
| M-Sport Ford WRT        | Ford Fiesta WRC  |     | Deividas Jocius    | Mindaugas Varža | 1       |
| Sources:                |                  |     |                    |                 |         |

## Výsledky

### Rallye
Vítězem šampionátu se po souboji s Evansem stal Sébastien Ogier a jeho spolujezec Julien Ingrassia. Ogier po všech odjetých podnicích dosáhl 122 bodů. 2. místo získal Elfyn Evans se 114 body. Trojici uzavřel Tänak se 105 body.
Šampionát konstruktérů vyhrál Hyundai Motorsport s 208 body, 2. byl tým Toyota Gazoo Racing a 3. byl M-Sport Ford.
| Poř. | Podnik                              | Vítězný jezdec   | Vítězný navigátor | Vítězný konstruktér     | Vítězný čas | Ref.  |
| ---- | ----------------------------------- | ---------------- | ----------------- | ----------------------- | ----------- | ----- |
| 1    | 88ème Rallye Automobile Monte-Carlo | Thierry Neuville | Nicolas Gilsoul   | Hyundai Shell Mobis WRT | 3:10:57.6   | [ 4 ] |
| 2    | 68. Rally Sweden                    | Elfyn Evans      | Scott Martin      | Toyota Gazoo Racing WRT | 1:11:43.1   | [ 5 ] |
| 3    | 17. Rally Guanajuato Mexico         | Sébastien Ogier  | Julien Ingrassia  | Toyota Gazoo Racing WRT | 2:47:47.6   | [ 6 ] |
| 4    | 10. Rally Estonia                   | Ott Tänak        | Martin Järveoja   | Hyundai Shell Mobis WRT | 1:59:53.6   |       |
| 5    | Rally Turkey Marmaris               | Elfyn Evans      | Scott Martin      | Toyota Gazoo Racing WRT | 2:43:02.7   |       |
| 6    | Rally Italia Sardegna               | Dani Sordo       | Carlos del Barrio | Hyundai Shell Mobis WRT | 2:41:37.5   |       |
| 7    | ACI Rally Monza                     | Sébastien Ogier  | Julien Ingrassia  | Toyota Gazoo Racing WRT | 2:15:51.0   |       |

### Bodování
Body získávají posádky na prvních 10 místech v cíli každé rallye. Pro pořadí jezdců se dále započítávaly body z Power Stage: pět pro vítěze až jeden bod pro pátého v pořadí.
| Pořadí | 1. | 2. | 3. | 4. | 5. | 6. | 7. | 8. | 9. | 10. |
| Body   | 25 | 18 | 15 | 12 | 10 | 8  | 6  | 4  | 2  | 1   |